# 2006
Het jaar 2006 is een jaartal volgens de christelijke jaartelling.

## Gebeurtenissen
Zie voor meer gebeurtenissen de maandartikelen in de infobox.
januari
- 1 - In Nederland wordt Boek VII van het Nieuw Burgerlijk Wetboek ingevoerd. Het vervangt deels het Wetboek van Koophandel.
- 1 - Door de samenvoeging van de Nederlandse voormalige gemeenten Amerongen (met uitzondering van Elst), Doorn, Driebergen-Rijsenburg, Leersum en Maarn ontstaat de nieuwe gemeente Utrechtse Heuvelrug.
- 1 - De Australische voetbalbond stapt van de Oceania Football Confederation (OFC) over naar de Asian Football Confederation (AFC).
- 4 - De Israëlische premier Ariel Sharon wordt door een ernstige hersenbloeding getroffen.
- 15 - Michelle Bachelet wordt tot presidente van Chili verkozen.
- 16 - Het nieuwe NoordLease Stadion van FC Groningen wordt officieel geopend onder de naam Euroborg.
- 22 - Evo Morales wordt de nieuwe president van Bolivia.
- Zonder datum - Het oudste familiebedrijf ter wereld, het Japanse bouwbedrijf Kongo Gumi, gaat failliet.

februari
- 1 - Het eerste onbemande tankstation langs een Nederlandse snelweg wordt geopend aan de A7 ter hoogte van Joure.
- 6 - De Nederlandse regering besluit om de schilderijen uit de collectie-Goudstikker die in haar bezit zijn en in Nederlandse musea hangen terug te geven aan de erven van de joodse kunsthandelaar Jacques Goudstikker.
- 10 tot en met 26 februari - De 20e Olympische Winterspelen vinden plaats in Turijn.
- 17 - Op het Filipijnse eiland Leyte komen honderden mensen om na aardverschuivingen als gevolg van aanhoudende regen.
- 18 - De Deense cartoonrellen bereiken de Noord-Nigeriaanse stad Maiduguri, waar moslims meer dan 50 christenen doden en talloze kerken en andere gebouwen verwoesten.

maart
- 9 - Het Regiment Limburgse Jagers verlaat Maastricht, waarmee een einde komt aan het garnizoen dat hier eeuwenlang was gestationeerd.
- 11 - De Joegoslavische ex-president Slobodan Milošević sterft op 64-jarige leeftijd officieel aan een hartinfarct in Den Haag. Hij wachtte op dat moment op zijn veroordeling voor het Joegoslaviëtribunaal.
- 26 - Emily de Jongh-Elhage wordt de laatste minister-president van de Nederlandse Antillen.
- 26 - Officiële ingebruikstelling van het Nationaal Park Hoge Kempen, het eerste nationaal park in Belgisch Limburg.

april
- 4 - Grote delen van Centraal-Europa (Duitsland, Tsjechië, Hongarije, Slowakije en Roemenië) hebben te kampen met zware overstromingen.
- 11 - Arrestatie van maffiabaas Bernardo Provenzano in Corleone op Sicilië.
- 12 - In het Brusselse Centraal Station wordt de 17-jarige Joe Van Holsbeeck door twee Polen vermoord: de zogenaamde "Mp3-moord".
- 18 - Caz! neemt het om 6 uur over van Yorin FM en begint met de uitzendingen.
- 18 - In België wordt de adoptierechten van holebi's gelijkgetrokken met die van hetero's.

mei
- 8 - Hevige overstromingen in Suriname.
- 11 - In Antwerpen schiet Hans Van Themsche op straat de zwarte Malinese vrouw Oulematou Niangadou en de blanke Vlaamse kleuter Luna Drowart dood. Hij verwondt tevens de Turkse vrouw Songül Koç
- 16 - Ayaan Hirsi Ali vertrekt uit de Tweede Kamer. Tevens maakt minister van Buitenlandse Zaken Rita Verdonk bekend dat uit onderzoek is gebleken dat zij wordt geacht het Nederlanderschap niet te hebben verkregen.
- 21 - In een referendum kiest 55,4% van de inwoners van Montenegro voor onafhankelijkheid te aanzien van de confederatie Servië en Montenegro
- 23 - "Operación Puerto": in Madrid worden bij een inval van de Guardia Civil in de praktijk van sportarts Eufemiano Fuentes onder meer 200 bloedzakjes en transfusiemateriaal gevonden.
- 26 - Het Berlin Hauptbahnhof in Berlijn wordt geopend.
- 27 - Een zware aardbeving vindt plaats op Java.

juni
- 3 - Servië en Montenegro worden gescheiden landen
- 8 - België krijgt een nieuwe wapenwet naar aanleiding van het drama in Antwerpen waarbij een jonge man een klein meisje en haar au pair doodschiet. Jacht- en sportwapens zijn voortaan vergunningsplichtig
- 9 tot en met 9 juli - In Duitsland vindt het 18e wereldkampioenschap voetbal plaats. Het wordt gewonnen door Italië.
- 24 - In Brussel ondertekenen de EU, Rusland, China, de Verenigde Staten, Japan en Zuid-Korea een overeenkomst tot de bouw van de ITER, een reactor voor kernfusie in Zuid-Frankrijk.
- 25 - De Israëlische student Gilad Shalit wordt door Hamas ontvoerd.  Het Israëlische leger voert bombardementen uit, onder meer op het kantoor van de Palestijnse premier Haniya.
- 29 - Het kabinet-Balkenende II valt na een succesvolle motie van wantrouwen tegen het kabinet door D66.

juli
- 1 - Op Sint Maarten wordt een standbeeld onthuld van One-Tete Lohkay, symbool van het verzet tegen de slavernij op het eiland.
- 10 - In België wordt bij wet het Orgaan voor de Coördinatie en de Analyse van de Dreiging (OCAD) ingesteld.
- 12 - Het leger van Israël valt het zuiden van Libanon binnen, nadat door Hezbollah twee Israëlische militairen ontvoerd zijn.
- 30 - In Congo worden voor het eerst in 30 jaar verkiezingen gehouden.

augustus
- 10 - Scotland Yard voorkomt met een grootschalige arrestatie van 24 Britse moslims dat terroristen met vloeibare explosieven aanslagen plegen op vliegtuigen die van Londen naar de VS vliegen. Zie ook: geplande aanslagen op trans-Atlantische vliegtuigen in 2006.
- 16 - Twee weken na het van kracht worden van de nieuwe spellingsregels uit het Groene Boekje van 2005 verschijnt uit onvrede hierover het Witte Boekje van het Genootschap Onze Taal, dat door de meeste Nederlandse dagbladen zal worden gevolgd.
- 17 - In Nederlands Limburg is blauwtong bij schapen geconstateerd. Twee dagen later komt uit Belgisch Limburg eenzelfde melding, en een week later is de Duitse regio Aken de klos.
- 23 - In Wenen ontsnapt de 18-jarige Natascha Kampusch aan de man die haar acht jaar lang heeft vastgehouden. Die pleegt nog dezelfde middag zelfmoord door voor de metro te springen.

september
- 6 - De Amerikaanse president Bush geeft toe dat de CIA verdachten van terrorisme in geheime gevangenissen buiten de VS opgesloten heeft gehouden, maar verklaart tevens dat daar nu een eind aan zou zijn gemaakt.
- 16 - In Nederland wordt voor het eerst Burendag georganiseerd.
- 17 - Een referendum in Stockholm over de gehouden proef met tolheffing voor autoverkeer naar de binnenstad, wordt gewonnen door de binnenstadbewoners. De tolheffing wordt blijvend, ondanks de negatieve stemmen van de buitenwijkers.
- 19 - In Thailand wordt premier Thaksin Shinawatra door een geweldloze militaire staatsgreep afgezet.
- 24 - Milities van de Unie van Islamitische Rechtbanken trekken de Somalische havenstad Kismayo binnen, een van de laatste bolwerken die zij nog niet in handen hadden in het zuidoosten van Somalië.

oktober
- 1 - In België worden de 0110-concerten voor verdraagzaamheid georganiseerd.
- 1 - De Zeeuwse Wikipedia wordt opgezet.
- 7  - In Rusland wordt journalist van Novaya Gazeta Anna Politkovskaja vermoord in de lift van haar huis.
- 9 - Noord-Korea voert een kernproef uit.
- 16 - Commissievoorzitter Frits van Oostrom biedt aan minister van onderwijs Maria van der Hoeven de Canon van Nederland aan.
- 21 - Het Zambiaans voetbalelftal wint de tiende editie van de COSAFA Cup door in de finale Angola met 2-0 te verslaan.
- 22 - De bevolking van Panama gaat bij referendum akkoord met een verbreding en verdieping van het Panamakanaal.

november
- 3 - De redding van een 200-tal paarden uit de modder in het Nederlandse Marrum door een groep amazones trekt wereldwijde aandacht.
- 5 - Ex-dictator van Irak Saddam Hoessein wordt wegens massamoord op 148 sjiieten veroordeeld tot de dood door ophanging
- 26 - De Spaanse wereldkampioen Isaac Gálvez komt in de Zesdaagse van Gent zwaar ten val en overlijdt in het ziekenhuis.

december
- 1 - De 8-jarige Jesse Dingemans wordt op zijn school doodgestoken door de 22-jarige Julien C..
- 2 - Het vierde Junior Eurovisiesongfestival wordt gehouden in Boekarest (Roemenië). De winnaressen zijn de tweeling Tolmachevy uit Rusland met het lied "Vesenniy Jazz", dat 154 punten behaalt.
- 8 - De Wii van Nintendo werd uitgebracht in Europa.
- 13 - Een ingelast journaal op de Franstalige Belgische televisie (RTBF) meldt de eenzijdige onafhankelijkheidsverklaring van Vlaanderen. Alles is in scène gezet, maar vele burgers aan beide kanten van de taalgrens reageren "verschrikt".
- 29 - Met een laatste termijn van 100 miljoen dollar delgt het Verenigd Koninkrijk zijn schulden van 10 miljard dollar uit de Tweede Wereldoorlog en de wederopbouw aan de Verenigde Staten en Canada.
- 30 - Saddam Hoessein wordt terechtgesteld

### Zonder datum
- Het officiële Rembrandtjaar (400e geboortedag).
- Het jaar van Wolfgang Amadeus Mozarts 250e geboortedag.
- VN-jaar van de Woestijnen en Verwoestijning.
- Het jaar van de Hond volgens de Chinese horoscoop.
- Het jaar van het circus.
- De stad Goes viert haar 600-jarig jubileum.

## Muziek

### Klassieke muziek
- 23 februari: eerste uitvoering van het Contrafagotconcert van Kalevi Aho
- 12 maart: eerste uitvoering van het Blaaskwintet nr. 1 van Kalevi Aho
- 26 maart: eerste uitvoering van Igavik van Erkki-Sven Tüür
- 22 april: eerste uitvoering van het Klarinetconcert van Kalevi Aho
- 24 mei: eerste uitvoering van de Zesde symfonie van Fridrich Bruk
- 19 juli: eerste uitvoering van Böse Zellen van Thomas Larcher (met de componist achter de piano)
- 26 juli: eerste uitvoering van Capriccio nr. 1 van Leonardo Balada
- 22 augustus: eerste uitvoering van het Vioolconcert van Magnus Lindberg
- 5 oktober: eerste uitvoering van Kamermuziek VI van Aulis Sallinen
- 7 november: eerste uitvoering van 1+1=1 van Pierluigi Billone
- 22 november: eerste uitvoering van het Pianoconcert van Erkki-Sven Tüür

## Beeldende kunst

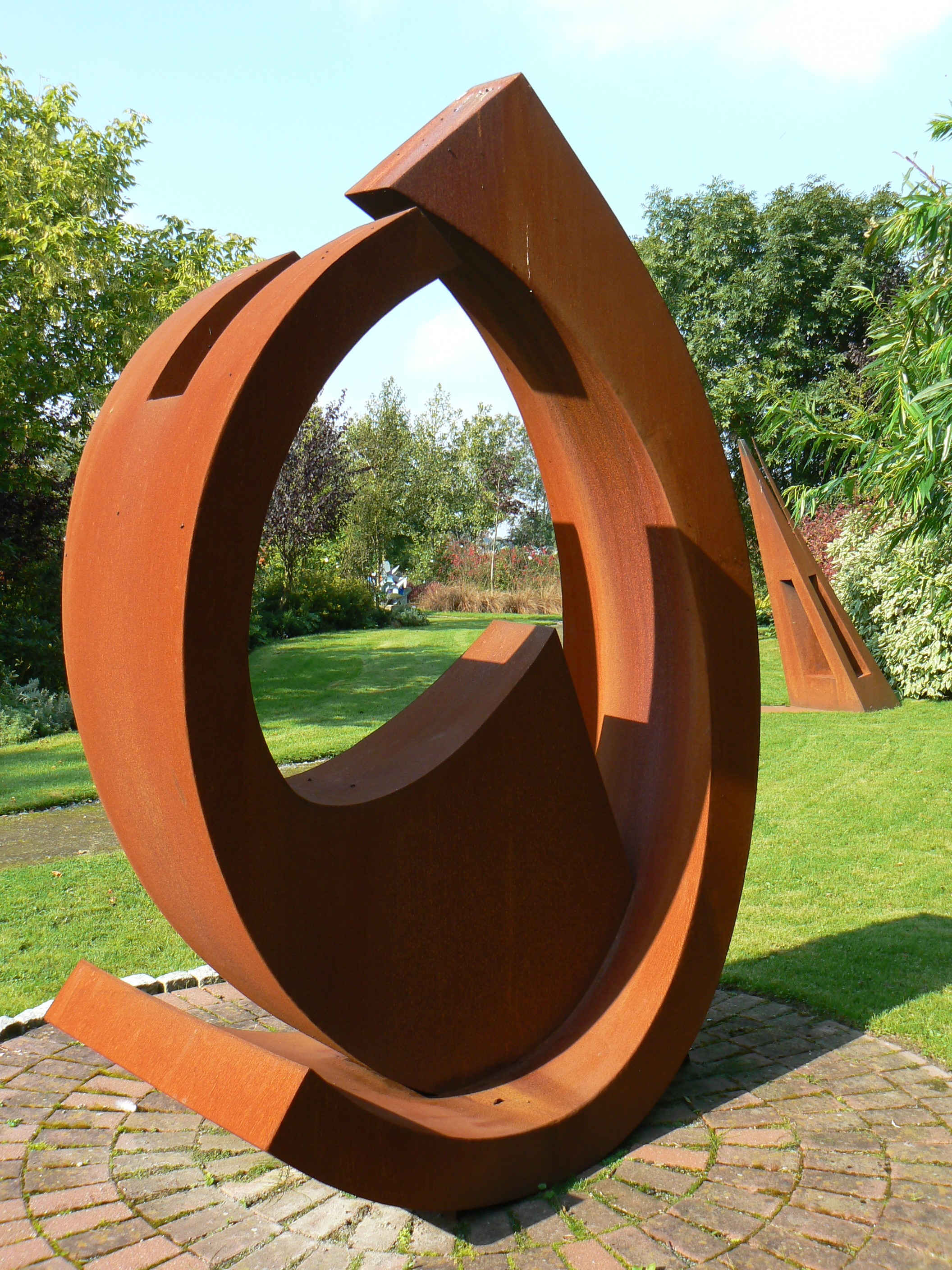
Scarlatti (2006) Leonard Wübbena, Sammlung Wübbena
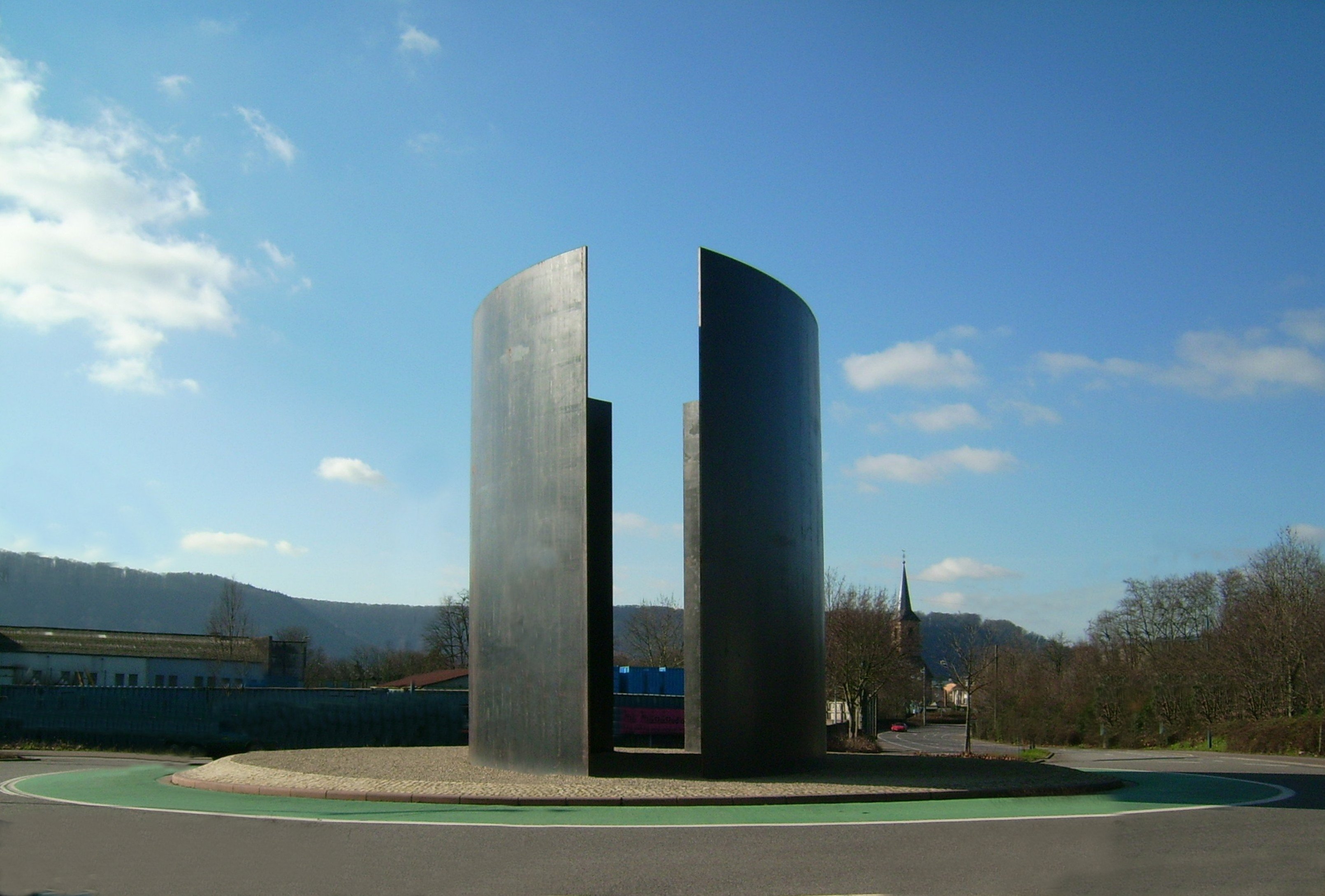
View Point (2006) Richard Serra, Dillingen

## Bouwkunst
- In Tianjin (China) wordt het Tianjin Museum geopend, gebouwd naar ontwerp van het Japanse architectenbureau Shin Takamatsu

## Geboren
Januari
- 4 - Ayoub Oufkir, Nederlands voetballer
- 6 - Nikita Bedrin, Russisch autocoureur
- 6 - Toko Koga, Japans voetbalster
- 7 - Summer Haesakkers, Nederlands voetbalster
- 8 - Katie Grimes, Amerikaans zwemster
- 10 - Djennah Cherif, Marokkaans-Nederlands voetbalster
- 10 - Zara Kramžar, Sloveens voetbalster
- 11 - Tygo Land, Nederlands voetballer
- 16 - McKenzy Cresswell, Brits autocoureur
- 19 - Felicia de Zeeuw, Nederlands voetbalster
- 22 - Elizabeth Lemley, Amerikaans freestyleskiester
- 22 - Jasmijn van Uden, Nederlands voetbalster
- 24 - Nicole Havrda, Canadees autocoureur
- 25 - Imran Nazih, Nederlands voetballer
- 29 - Kacper Sztuka, Pools autocoureur
- 31 - Amira Dahl, Duits-Indonesisch voetbalster

Februari
- 2 - Juju Noda, Japans autocoureur
- 2 - Martinius Stenshorne, Noors autocoureur
- 3 - Michelle Agyemang, Engels voetbalster
- 3 - Saga Ludvigsson, Zweeds zangeres
- 9 - Luis Guilherme, Braziliaans voetballer
- 10 - Aldo Taillieu, Belgisch wielrenner
- 14 - Josh Pierson, Amerikaans autocoureur
- 17 - Tyler Dibling, Engels voetballer
- 19 - Linnea Sælen, Noors voetbalster
- 25 - Victor Froholdt, Deens voetballer

Maart
- 1 - Julian Grey, Amerikaans acteur
- 5 - Emelía Óskarsdóttir, IJslands voetbalster
- 6 - Callum Voisin, Brits-Zwitsers autocoureur
- 7 - Stephano Carrillo, Mexicaans voetballer
- 7 - Jorrel Hato, Nederlands voetballer
- 8 - Warren Zaïre-Emery, Frans-Martinikaans voetballer
- 10 - Saná Fernandes, Portugees-Guinee-Bissaus voetballer
- 12 - Archie Gray, Engels voetballer
- 15 - Suus Verdaasdonk, Nederlands voetbalster
- 20 - Chloe Grant, Schots autocoureur
- 21 - Jakob Omrzel, Sloveens wielrenner

April
- 8 - Tom Watson, Engels voetballer
- 11 - Leila Wandeler, Zwitsers voetbalster
- 13 - Mirte van Koppen, Nederlands voetbalster
- 13 - Eva Oude Elberink, Nederlands voetbalster
- 18 - Jade van Hensbergen, Nederlands voetbalster
- 20 - Yasin Özcan, Turks voetballer
- 21 - Veerle Buurman, Nederlands voetbalster
- 21 - Liv Rademaker, Nederlands voetbalster
- 22 - Jan Faberski, Pools voetballer
- 23 - Jon Martín, Spaans voetballer
- 24 - Sophie van Vugt, Nederlands voetbalster
- 25 - David Alonso, Colombiaans motorcoureur
- 27 - Daniel Tshilanda, Belgisch voetballer
- 28 - Kiawentiio, Canadees actrice en zangeres
- 29 - Xochitl Gomez, Amerikaans actrice

Mei
- 5 - Ivan Domingues, Portugees autocoureur
- 8 - Joeri Heerkens, Nederlands-Tsjechisch voetballer
- 12 - Matheu Hinzen, Nederlands acteur en zanger
- 13 - Tess Tiebie, Nederlands voetbalster
- 15 - Lucy Heij, Nederlands voetbalster
- 15 - David Muñoz, Spaans motorcoureur
- 16 - Marjolein Smit, Nederlands voetbalster
- 17 - Oscar Schwartau, Deens voetballer
- 20 - Thalia Tran, Amerikaans actrice
- 22 - Eline Roebers, Nederlands schaakster (wereldkampioen bij de jeugd)[1]
- 24 - Enoch Mastoras, Nederlands-Congolees voetballer
- 26 - Seth Dunwoody, Iers wielrenner
- 29 - Helena Heijens, Belgisch gymnast

Juni
- 3 - Leonore van Oranje-Nassau van Amsberg, Nederlands gravin
- 5 - Shane van Aarle, Nederlands voetballer
- 8 - Alexa Nisenson, Amerikaans actrice
- 12 - Sam de Laat, Nederlands voetballer
- 13 - Yassir Salah Rahmouni, Nederlands-Marokkaans voetballer
- 17 - Daniela Galic, Australisch voetbalster
- 17 - Emilia Szymczak, Pools voetbalster
- 20 - Bruno Del Pino, Spaans autocoureur
- 21 - Sindre Walle Egeli, Noors voetballer
- 22 - Zépiqueno Redmond, Nederlands voetballer
- 23 - Lucas Høgsberg, Deens voetballer
- 23 - Eli Junior Kroupi, Frans-Ivoriaans voetballer

Juli
- 1 - Muriel Furrer, Zwitsers wielrenster (overleden 2024)
- 1 - Melina Kunkel, Duits voetbalster
- 3 - Amelie Hoendermis, Nederlands voetbalster
- 5 - Jerolldino Bergraaf, Nederlands-Curaçaos voetballer
- 8 - Isabella Sermon, Brits actrice
- 8 - James Wharton, Australisch autocoureur
- 10 - Febe Copier, Nederlands voetbalster
- 23 - Iman Beney, Zwitsers voetbalster
- 23 - Wiebe Kooistra, Nederlands voetballer
- 26 - Christian Kofane, Kameroens voetballer

Augustus
- 5 - Elijah Dijkstra, Nederlands voetballer
- 18 - Summer McIntosh, Canadees zwemster
- 23 - Elsa Pelgander, Zweeds voetbalster
- 23 - Inske Weiman, Nederlands voetbalster
- 25 - Andrea Kimi Antonelli, Italiaans autocoureur
- 25 - Mayzee Davies, Welsh voetbalster
- 25 - Lennon Miller, Schots voetballer
- 30 - Lena Dahms, Duits voetbalster
- 31 - Jip Kappetein, Nederlands voetbalster

September
- 4 - Ronja Foss Arnesen, Noors voetbalster
- 6 - Hisahito, Japans prins
- 10 - Alessandro Giusti, Frans autocoureur
- 13 - Bernice Thurkow, Nederlands voetbalster
- 15 - Brando Badoer, Italiaans autocoureur
- 21 - Alisha Palmowski, Brits autocoureur
- 24 - Gerrard Xie, Chinees autocoureur
- 24 - Paul Seixas, Frans wielrenner
- 28 - Momona Tamada, Canadees actrice

Oktober
- 1 - Lia Block, Amerikaans rally- en autocoureur
- 9 - Martine Fenger, Noors voetbalster
- 11 - Smilla Holmberg, Zweeds voetbalster
- 25 - Netty Booms, Nederlands voetbalster
- 25 - Romaissa Boukakar, Nederlands voetbalster
- 26 - Tuukka Taponen, Fins autocoureur
- 29 - Tina Hausmann, Zwitsers autocoureur
- 31 - Christian Ho, Singaporees autocoureur

November
- 1 - Noemi Ivelj, Zwitsers voetbalster
- 4 - Angélina Nava, Frans zangeres
- 7 - Giulia Dragoni, Italiaans voetbalster
- 14 - Antonio Cordero, Spaans voetballer
- 14 - Yan Diomande, Ivoriaans voetballer
- 19 - Estrella Merino Gonzalez, Duits voetbalster
- 22 - Stan Solie, Belgisch basketballer
- 27 - Alara Şehitler, Duits voetbalster
- 28 - Emma van Vollenhoven, Nederlands adellijke

December
- 11 - Leela Egli, Zwitsers voetbalster
- 12 - Fee Knaven, Nederlands wielrenster
- 19 - Lorenzo Finn, Italiaans wielrenner
- 20 - Mirte van Bentum, Nederlands voetbalster
- 21 - Nikola Tsolov, Bulgaars autocoureur
- 22 - Wassim Bouziane, Nederlands-Marokkaans voetballer
- 23 - Lyanne Iedema, Nederlands voetbalster

## Weer
In Nederland was 2006 met een gemiddelde temperatuur van 11,2 °C het warmste jaar dat tot dan toe was gemeten. De maand juli was tevens zowel in Nederland als België de allerwarmste maand ooit gemeten. In heel West-Europa was officieel sprake van een hittegolf. Ook wereldwijd was 2006 een van de warmste jaren ooit. Dit feit is enigszins opmerkelijk, aangezien in de winter 2005-2006 met name het oosten van Europa (Rusland, Scandinavië, Oostenrijk en Duitsland) juist te maken had met een extreme koudegolf en veel sneeuwoverlast.

### Weerextremen in België
- januari: Januari met hoogste zonneschijnduur: 117 uur (normaal 65 uur).
- 27 maart: hoogste etmaalgemiddelde temperatuur ooit op deze dag: 16 °C.
- 4 mei: hoogste etmaalgemiddelde temperatuur ooit op deze dag: 20 °C.
- 31 mei: laagste etmaalgemiddelde temperatuur ooit op deze dag: 8,1 °C.
- 11 juni: hoogste etmaalgemiddelde temperatuur ooit op deze dag: 24,1 °C.
- 13 juni: hoogste etmaalgemiddelde temperatuur ooit op deze dag: 24,5 °C.
- 17 juli: hoogste maximumtemperatuur ooit op deze dag: 31,9 °C.
- 19 juli: hoogste etmaalgemiddelde temperatuur ooit op deze dag: 27,8 °C en hoogste maximumtemperatuur: 36,2 °C. Dit is de hoogste maximumtemperatuur ooit in de maand juli.
- 20 juli: hoogste etmaalgemiddelde temperatuur ooit op deze dag: 25,7 °C.
- 25 juli: hoogste etmaalgemiddelde temperatuur ooit op deze dag: 26,2 °C en hoogste maximumtemperatuur: 32,2 °C.
- 26 juli: hoogste etmaalgemiddelde temperatuur ooit op deze dag: 27,3 °C en hoogste maximumtemperatuur: 33,5 °C.
- juli: Absoluut maandrecord met hoogste gemiddelde maximumtemperatuur: 28,6 °C (normaal 21,6 °C).
- juli: Absoluut maandrecord met hoogste gemiddelde minimumtemperatuur: 17,3 °C (normaal 13,1 °C).
- juli: Absoluut maandrecord met hoogste gemiddelde temperatuur: 23 °C (normaal 17,1 °C).
- 14 augustus: hoogste etmaalsom van de neerslag ooit op deze dag: 26 mm.
- 21 augustus: hoogste etmaalsom van de neerslag ooit op deze dag: 33 mm.
- 14 september: hoogste etmaalgemiddelde temperatuur ooit op deze dag: 22,2 °C.
- september: September met hoogste gemiddelde maximumtemperatuur: 23,4 °C (normaal 19,1 °C).
- september: September met hoogste gemiddelde temperatuur: 18,4 °C (normaal 14,6 °C).
- 23 oktober: hoogste etmaalgemiddelde temperatuur ooit op deze dag: 16,9 °C.
- 26 oktober: hoogste etmaalgemiddelde temperatuur ooit op deze dag: 18,3 °C en hoogste maximumtemperatuur 22,2 °C.
- 15 november: hoogste etmaalgemiddelde temperatuur ooit op deze dag: 13,8 °C.
- 16 november: hoogste etmaalgemiddelde temperatuur ooit op deze dag: 15 °C.
- 25 november: hoogste etmaalgemiddelde temperatuur ooit op deze dag: 15,6 °C en hoogste maximumtemperatuur: 18,5 °C
- 27 november: hoogste etmaalgemiddelde temperatuur ooit op deze dag: 12,2 °C en hoogste maximumtemperatuur: 16,5 °C.
- herfst: Herfst met hoogste gemiddelde temperatuur: 13,9 °C (normaal 10,4 °C).
- 5 december: hoogste maximumtemperatuur ooit op deze dag: 15,3 °C.
- Jaarrecord: Na 2007 warmste jaar: jaargemiddelde temperatuur is 11,4 °C. (normaal 9,7 °C).

Bron: KMI Gegevens Ukkel 1901-2003 met aanvullingen 